# Jan Saudek
Jan Saudek (ur. 13 maja 1935 w Pradze) – czeski fotografik.
Od 1963 roku, gdy po raz pierwszy wystawił swoje zdjęcia w Pradze, nieprzerwanie fotografuje.
W 1972 roku pojawia się najbardziej charakterystyczny motyw jego twórczości – odrapana ściana piwnicy. Na jej tle komponuje swoje fantasmagoryczne akty. Pozują mu przeważnie kobiety dalekie od współczesnych kanonów urody – dojrzałe, często otyłe, czasem nawet stare lub kalekie – jednak artysta potrafi nawet z brzydoty wydobyć jakieś magiczne piękno (chociaż zdarza mu się ocierać o turpizm, a czasami nawet wulgarność). Często, podobnie jak Helmut Newton, portretuje te same osoby w ubraniu i bez ubrania. Przykładem charakterystycznym dla jego twórczości jest chociażby dyptyk HouseWife (1984).
Początkowo doceniany bardziej na Zachodzie niż we własnym kraju. W czasach CSRS bojkotowany przez komunistyczne władze. Obecnie cieszy się ogromną popularnością (wystawy, albumy, wywiady) zarówno za granicą, jak też w Czechach.
Saudek przedstawiony jest m.in. w książce Zrób sobie raj autorstwa Mariusza Szczygła.
Jego bratem był Kája Saudek. Jego przyjaciółką była Sára Saudková. Jego żoną jest Pavlína Saudková.
W 2019 roku został odznaczony Medalem Za Zasługi I stopnia.